# Zack (Texas)
Pour les articles homonymes, voir Zack.
Zack est une ancienne localité et dorénavant une ville fantôme, qui était située au nord-est de Bryan dans le comté de Brazos, au Texas, aux États-Unis. Son histoire commence le 29 mars 1904, lorsqu'un bureau postal y est ouvert, par Zachariah R. Guess, dans son magasin. En 1925, la population est estimée à 25 habitants, jusqu'en 1950,. Zack avait disparu des cartes en 1988,.

### Source de la traduction
- (en) Cet article est partiellement ou en totalité issu de l’article de Wikipédia en anglais intitulé « Zack, Texas » (voir la liste des auteurs).